# Kunwar Singh
Kunwar Singh (1777 - 26 avril 1858) est un seigneur indien du Bihar qui a combattu les Britanniques pendant la rébellion indienne de 1857. 

## Biographie
Il appartenait à une maison royale Ujjainiya (Panwar) Rajput de Jagdispur (en), actuellement une partie de Bhojpur à l'ouest de Patna. Pendant la révolte des cipayes, il fait partie des princes indiens qui joignent leurs forces à celles des cipayes indiens mutinés contre les troupes de la Compagnie britannique des Indes orientales. À  l'âge de 80 ans, il est l'organisateur en chef de la lutte contre les Britanniques dans le Bihar. Il est populairement connu sous le nom de Veer Kunwar Singh.
Après une défaite contre les Britanniques à Arrah le 3 août 1857, il se replie vers son fief héréditaire. Le 12 août, avec 3 000 hommes, il livre bataille aux troupes du major Vincent Eyre (en) près du village de Dullaur : de nouveau battu, il doit abandonner la ville.
L'année suivante, après deux défaites à Azamgarh et Maniar, il revient vers Jagdispur pour joindre le reste de ses forces à celles de son frère Amar Singh. Le 23 avril 1858, près de Jagdispur, il se heurte au détachement britannique du capitaine Arthur Le Grand, venu d'Arrah : à l'issue d'un combat confus dans la jungle, les Britanniques battent en retraite en laissant 130 morts dont Le Grand. Kunwar Singh meurt trois jours plus tard, probablement des suites d'une blessure subie à Maniar.
Son frère Amar Singh prend le commandement après sa mort. Il tente de marcher sur Arrah mais est repoussé par les forces du général Edward Lugard qui reprennent Jagdispur le 9 mai. Amar Singh doit se replier vers le sud-ouest en emportant deux canons pris à Le Grand lors de la bataille précédente. Le 27 mai, les troupes du général Lugard remportent une victoire décisive sur Amar Singh à Dalippur.